# Boutros Raï
Boutros Raï BA, auch Pierre Raï (* 8. November 1922 in Aleppo, Syrien; † 7. Juni 1994), war Bischof der Melkitischen Griechisch-Katholischen Kirche von Mexiko.

## Weihbischof in Antiochien
Boutros Raï wurde am 26. Juni 1948 zum Ordenspriester der Aleppinischen Basilianer geweiht. Seine Ernennung zum Weihbischof in Antiochien und gleichzeitig zum Titularbischof von Edessa in Osrhoëne dei Greco-Melkiti erfolgte am 9. September 1968. Er wurde am 10. November 1968 von Erzbischof Maximos V. Hakim, dem Patriarchen von Antiochien, und den Mitkonsekratoren Erzbischof Néophytos Edelby BA und Erzbischof Georges Haddad, zum Bischof geweiht. 1983 ernannte ihn Papst Johannes Paul II. zum Apostolischen Visitator der Melkitischen Kirche in Mexiko und Venezuela.

## Melkitischer Bischof von Mexiko
Seine Ernennung zum Bischof für alle in Mexiko lebenden Christen der Melkitischen Griechisch-Katholischen erhielt er am 27. Februar 1988. Am 19. Februar 1990 wurde er zum Erzbischof pro hac vice ernannt und übernahm gleichzeitig die Aufgaben des Apostolischen Exarchs von Venezuela und des Apostolischen Visitators in Argentinien.
Als melkitischer Erzbischof war Raï Mitkonsekrator von Bischof Nicholas James Samra zum Titularbischof von Gerasa und Weihbischof in Newton, USA. Als Bischof von Nuestra Señora del Paraíso en México amtierte er bis zu seinem Tod am 7. Juni 1994.